# Biserica „Înălțarea Sfintei Cruci” din Mereșeuca
Biserica „Înălțarea Sf. Cruci” este o biserică amplasată în Mereșeuca, raionul Ocnița, Republica Moldova. Este un monument arhitectural de importanță națională inclus în Registrul monumentelor Republicii Moldova ocrotite de stat cu nr. 1762 (raionul Ocnița). Datează din 1819.